# Comitato per la ricerca spaziale
Il Comitato per la ricerca spaziale, o Committee on Space Research (COSPAR) in inglese, venne istituito dall'International Council for Science nel 1958.
Tra gli obiettivi del COSPAR si elencano la promozione della ricerca scientifica sullo spazio a livello internazionale, con particolare enfasi sul libero scambio di risultati, informazioni e opinioni. Esso intende essere un foro, aperto a tutti gli scienziati, per la discussione di tutti gli aspetti che coinvolgono le scienze dello spazio. Questi obiettivi sono raggiunti principalmente attraverso l'organizzazione di simposi e pubblicazioni scientifiche.